# Стона игра улога
Стона игра улога (енгл. tabletop role-playing game) је врста RPG игара које се играју на табли (као шах или Ризико) у којима учесници лицем у лице, речима описују акције својих јунака (чије улоге играју). Играчи одређују акције својих јунака на основу њихове карактеризације, а оне успевају, или не успевају, зависно од унапред одређеног система званичних правила и упутстава за игру (која се читају из специјалних правилника, које редовно издају произвођачи игара): у пракси, исход се најчешће одређује бацањем коцака. У оквиру правила, играчи мају слободу импровизације, и њихови избори одређују ток и исход игре. У већини игара, координатор игре (енгл. game master) измишља авантуру у којој сваки играч игра улогу једног јунака.  Координатор описује свет у коме се игра дешава и његове становнике; други играчи описују планиране акције својих јунака, а координатор описује њихов исход. Неке исходе одлучује систем игре (нпр. коцке), а неке одлучује координатор.